# Reynald Freudiger

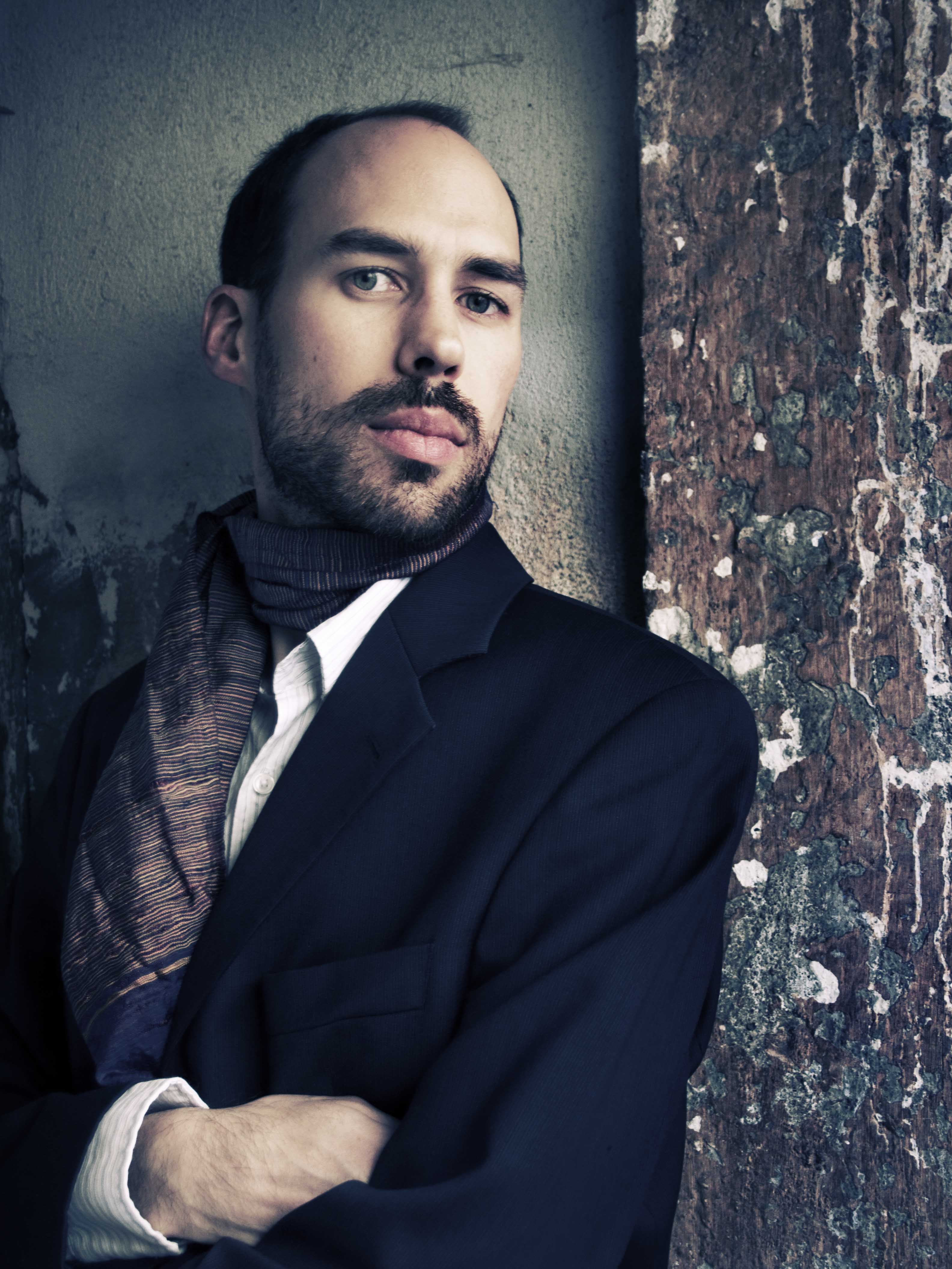
Reynald Freudiger (2010)

Reynald Freudiger (* 31. Dezember 1979 in Lausanne) ist ein Schweizer Schriftsteller.

## Leben
Reynald Freudiger studierte Romanistik an der Universität Lausanne. Nach dem Abschluss 2003 unternahm er eine längere Reise durch Südamerika. Zurück im Waadtland wirkte er an der Gesamtausgabe der Werke von Charles Ferdinand Ramuz mit.
Er ist Mitglied des Vereins Autorinnen und Autoren der Schweiz (AdS), arbeitet als Lehrer am Gymnase de Burier in La Tour-de-Peilz und lebt in Vevey.

## Auszeichnungen
- 2008: Werkbeitrag der Stiftung Pro Helvetia
- 2012: Prix du roman des Romands für Ángeles
- 2023: Prix Bibliomédia für Vanité

## Werke
- La Mort du Prince bleu, Vevey 2009
- Ángeles, Vevey 2011
- Le Roman de Madame Pomme, Vevey 2014
- La Véritable Histoire de Luz Nieve, Vevey 2018
- Une brève histoire de la littérature mondiale, Vevey 2019
- Vanité, Vevey 2022